# Embutramide
L'embutramide est un anesthésique général (narcotique) qui possède une marge thérapeutique faible, très proche du seuil toxique. En effet, si la posologie de 50 mg/kg produit une sédation, la dose létale est atteinte dès 75 mg/kg. C'est un produit à usage vétérinaire, utilisé pour l'euthanasie des équins, bovins, ovins, caprins, porcins, volailles, lapins, chiens et chats. Il est commercialisé sous le nom de T61.

## Mode d'action
Son administration provoque une anesthésie rapide, une inhibition des centres respiratoires et circulatoires du système nerveux central, d'où des apnées et de courtes périodes d'asystolie ventriculaire, suivies d'une arythmie ventriculaire sévère. Le surdosage entraine la mort. Son association au mébézomium, à effet curarisant, permet une paralysie des muscles striés, dont les muscles respiratoires.

## Mode d'administration
L'embutramide est une substance irritante qui occasionne une douleur au point d'injection. Il doit être administré par voie veineuse stricte, et nécessite souvent en raison des volumes importants administrés, la pose d'un cathéter. Les animaux euthanasiés à l'aide de T61 deviennent impropres à la consommation humaine ou animale. 

## Précautions d'emploi et réglementation
Du fait de ses propriétés, l’administration de T61 aux animaux en vue d’euthanasie est réservée aux vétérinaires. Le T61 ne doit pas être accessible au public. Il doit donc être stocké dans un lieu offrant toutes les garanties de sécurité et de limitation d’accès : local ou armoire dédiée fermant à clé.